# Anacroneuria undulosa
Anacroneuria undulosa är en bäcksländeart som beskrevs av Bill P.Stark och Rojas 1999. Anacroneuria undulosa ingår i släktet Anacroneuria och familjen jättebäcksländor. Inga underarter finns listade i Catalogue of Life.